# Sinocyclocheilus malacopterus
Sinocyclocheilus malacopterus är en fiskart som beskrevs av Chu och Cui, 1985. Sinocyclocheilus malacopterus ingår i släktet Sinocyclocheilus och familjen karpfiskar. Inga underarter finns listade i Catalogue of Life.